# Сеньково (Борковская волость)
Сеньково — деревня в Великолукском районе Псковской области России. Входит в состав сельского поселения «Борковская волость».
Расположена на юго-западе района, в 35 км к юго-западу от центра города Великие Луки, в 10 км к востоку от волостного центра деревни Борки и в 4 км к западу от деревни Поречье.

## Население
Численность населения деревни по оценке на 2000 год составляла 1 человек, на 2010 год — 1 человек.